# Gadarich
Gadarich (Gadareiks) war ein legendarischer König der Goten, der etwa im 2. Jahrhundert gelebt haben soll.
Er wird nur zweimal in Jordanes Getica erwähnt. Gadarich sei der ungefähr vierte König nach Berig gewesen, der in Gothiscandza geherrscht habe. Sein Sohn Filimer soll die Goten nach Süden geführt haben. Die Historizität der gotischen Origo gentis, zu der die Erzählung gehört, ist allerdings sehr umstritten.